# لویس بیت
لویس بیت (انگلیسی: Lewis Bate؛ زادهٔ ۲۸ اکتبر ۲۰۰۲) بازیکن فوتبال اهل انگلیس است.
وی همچنین در تیم‌های ملی فوتبال زیر ۱۷ سال انگلستان، زیر ۱۸ سال انگلستان، و زیر ۲۰ سال انگلستان بازی کرده‌است.

## دوران ملی
باته نماینده انگلیس در رده‌های زیر ۱۷، ۱۸ و زیر ۲۰ سال بوده‌است. او اولین گل خود را برای تیم زیر ۲۰ ساله‌های انگلیس در تساوی ۱–۱ مقابل ایتالیا به ثمر رساند.